# Lindava
Lindava este o arie protejată (arie specială de conservare — SAC, sit de importanță comunitară — SCI) din Slovacia întinsă pe o suprafață de 403 ha, integral pe uscat.

## Localizare
Centrul sitului Lindava este situat la coordonatele 48°22′06″N 17°22′03″E / 48.368333°N 17.3675°E.

## Înființare
Situl Lindava a fost declarat sit de importanță comunitară în aprilie 2004 pentru a proteja 1 specie de animale. Situl a fost protejat și ca arie specială de conservare în martie 2004.

## Biodiversitate
Situată în ecoregiunea panonică, aria protejată conține 2 habitate naturale: Păduri panonice cu Quercus petraea și Carpinus betulus, Păduri panonice-balcanice de stejar turcesc - stejar sesil.
La baza desemnării sitului se află o specie protejată de  nevertebrate: rădașcă (Lucanus cervus).
Pe lângă speciile protejate, pe teritoriul sitului au mai fost identificate 1 specie de amfibieni, 1 specie de nevertebrate, 1 specie de reptile.